# Universitat de Sadat city
La Universitat de Sadat City, USC (àrab: جامعة مدينة السادات, Jāmiʿa Madīnat as-Sādāt) és una universitat pública egípcia, al principi establerta com a branca de la Universitat Menofia, després considerada com una universitat autònoma, fundada pel decret presidencial núm. 180/2013, el 13/03/2013. El campus de la USC, es troba a la Ciutat de Sadat, al nord-oest del Caire. El campus de la USC consta actualment de vuit col·legis i dos instituts.

## Facultats i Instituts
El seu campus consta actualment dels vuit col·legis i instituts:
- Facultat d'Educació Física
- Facultat de Turisme i Hoteleria
- Facultat de Veterinària
- Facultat de Farmàcia
- Facultat de comerç
- Facultat d'Educació
- Facultat de Dret
- Institut d'Investigació en Enginyeria Genètica i Biotecnologia
- Institut d'Estudis i Recerca Ambientals